# Даскалоянис
Даскалоянис с рождено име Йоанис Влахос (на гръцки: Δασκαλογιάννης, Ιωάννης Βλάχος) (ок. 1725 - 17 юни 1771) е водач на анти-османско въстание на остров Крит (сега част от Гърция), станало част от Пелопонеското въстание (1770 г.)

## До въстанието
Йоанис Влахос е роден в село Анополи в югозападната част на Крит. Баща му, състоятелен собственик на кораби, го изпраща да учи в чужбина. Заради полученото добро образование сънародниците му започват да го наричат Даскалос (Даскала, т.е. учения, учителя) и оттам получава прякора „Даскалоянис“ (Даскала Йоан). 
През 1750 г. става висш чиновник в Сфакия. Притежател е на 4 търговски кораба, които плават из Средиземноморието.

## Въстание
По време на Руско-турската война (1768 – 1774) императрица Екатерина II изпраща братята Алексей Орлов и Григорий Орлов като главнокомандващи средиземноморския флот на руската ескадра срещу османците и те разбиват турците при Чешме.  
Надеждата на критяните да се освободят от османския гнет се възражда с отправеното от руснаците предложение да ги подкрепят, ако се вдигнат на оръжие. Даскалоянис влиза във връзка с руските сили и уверен в тяхната поддръжка, се съгласява да финансира критската съпротива в областта Сфакия. 
Въстанието започва на 25 март 1770 г., но обещаното руско подкрепление не пристига, което официално е обяснявано със суровата зима, която се задържа и през пролетта.
Въстанието е жестоко потушено от турските сили, значително превъзхождащи по брой въстаниците. 

## Смърт
За да се избегнат големи кръвопролития, Даскалоянис и още 70 мъже се предават в крепостта Франгокастело. Твърди се, че той се предава след като получава писмо от брат си, който е сред заложниците, държани от турците, и го уверява в добрите намерения на пашата.
Той е измъчван, а впоследствие е одран жив (кожата му е отстранена от плътта му) и накрая - екзекутиран на 17 юни 1771 г. Докато го изтезават Дасколоянис не прави никакви разкрития. Турците карат брат му да гледа мъченията му до фаталния им край, в резултат на което той полудява.

## Памет
Във фолклора на Крит са запазени песни за подвига и саможертвата на Даскалоянис, а международното летище при град Ханя, Крит, носи неговото име („K. Даскалояни“)